# Q4OS
Q4OS è una distribuzione Linux leggera, basata su Debian, capace di  sostituire i sistemi operativi non più supportati su hardware obsoleto. La distribuzione è nota per un addon chiamato XPQ4, che aggiunge temi destinati a replicare l'aspetto di Windows 2000 e Windows XP.

## Storia
Lo sviluppo di Q4OS è stato avviato l’8 aprile 2014, proprio quando il supporto di Windows XP stava terminando. Questo ha fornito un’opportunità per gli utenti di migrare verso un sistema operativo alternativo su macchine divenute ormai obsolete.
Inizialmente Q4OS ha incluso l’ambiente desktop LXQt, il quale era leggero e veloce rendendolo una scelta interessante per i vecchi computer con  risorse limitate. Dal 2018 gli sviluppatori hanno deciso di passare a Trinity Desktop Environment (TDE), un fork di KDE 3, capace di offrire un’esperienza familiare più simile a Windows. La versione originale su KDE è però stata dismessa nel 2018, segnando una transizione verso ambienti desktop più leggeri.
Nel 2019 è stata pubblicata la versione 3.8 di Q4OS, basata su Debian Buster, che ha portato miglioramenti, correzioni di bug e nuove funzionalità.
Ad aprile 2020 gli sviluppatori, inizialmente con sede in Germania, hanno trasferito le loro operazioni a Praga, in Repubblica Ceca.

## Caratteristiche
Utilizza Trinity o KDE Plasma 5 come ambiente desktop, un LookSwitcher che consente all'utente di cambiare tema visivo, un Desktop Profiler e il Q4OS Software Centre che permettono all'utente di installare alcuni pacchetti e programmi che possono essere utili all'utente. Infine ha anche una schermata di benvenuto, che aiuta l'utente con alcune regolazioni iniziali.

## Versioni distribuite
Le versioni stabili di Q4OS derivano dal ramo Stable di Debian con un supporto a lungo termine che dura cinque anni dopo la pubblicazione iniziale. Le versioni di sviluppo "testing" delle distribuzioni future derivano dal ramo Testing di Debian.
| Versione | Codename  | Data di distribuzione | Fine supporto | Descrizione                                                              |
| --- | --------- | --------------------- | ------------- | ------------------------------------------------------------------------ |
| 0.5.0 |           | 2013-07-04            |               | Initial Release                                                          |
| 1.1-RC2 |           | 2015-04-14            |               | Second release candidate of Q4OS 1.1                                     |
| 1.2 | Orion     | 2015-04-27            |               | Initial version to be specified under codename Orion                     |
| 1.2.3 | Orion     | 2015-06-08            |               | The LXQt desktop environment is now supported                            |
| 1.4 | Orion     | 2015-09-04            |               | Initial version to support devices running on ARM architecture           |
| 1.6.3 | Orion     | 2016-08-05            |               | Implemented UEFI support                                                 |
| 1.8.4 | Orion     | 2017-04-26            |               | Icedove is replaced with Mozilla Thunderbird, LXQt is unsupported        |
| 2.0.2 | Scorpion  | 2016-01-06            |               | Initial testing version of Q4OS Scorpion                                 |
| 2.3.6 | Scorpion  | 2017-10-04            |               | "Final beta" release                                                     |
| 2.4 | Scorpion  | 2017-10-04            | 2022-10       | Initial stable release of Q4OS Scorpion and to provide long-term support |
| 2.5 | Scorpion  | 2018-06-03            | 2023-06       | TDE is now bundled with KDE Plasma                                       |
| 3.1 | Centaurus | 2018-01-29            |               | Initial testing version of Q4OS Centaurus                                |
| 3.8 | Centaurus | 2019-07-15            | 2024-07       | Initial stable release of Q4OS Centaurus                                 |
| 3.10 | Centaurus | 2020-01-04            | 2025-01       | TDE and KDE Plasma have been split into separate installation images     |
| 3.13 | Centaurus | 2020-12-19            | 2025-12       | The Snap daemon has been removed from default installation               |
| 4.0 | Gemini    | 2020-02-16            |               | Initial testing version of Q4OS Gemini                                   |
| 4.6 | Gemini    | 2021-09-27            | 2026-09       | Initial stable release of Q4OS Gemini                                    |
| 4.7 | Gemini    | 2021-11-22            | 2026-11       |                                                                          |
| 4.8 | Gemini    | 2022-04-05            | 2027-04       |                                                                          |
| 4.10 | Gemini    | 2022-08-01            | 2027-08       |                                                                          |
| 4.11 | Gemini    | 2022-12-24            | 2027-08       |                                                                          |
| 4.12 | Gemini    | 2023-05-03            | 2027-08       | Calamares installer has been polished                                    |
| 5.0 | Aquarius  | 2023-03-27            |               | Initial testing version of Q4OS Aquarius                                 |
| 5.2 | Aquarius  | 2023-07-08            | 2028-06       | Initial stable release of Q4OS Aquarius                                  |
| 5.3 | Aquarius  | 2023-10-14            | 2028-06       |                                                                          |
| 5.4 | Aquarius  | 2023-11-28            | 2028-06       |                                                                          |
| 5.5 |           | 2024-07-08            | 2028-06       |                                                                          |
| 5.6 |           | 2024-09-24            | 2028-06       |                                                                          |
| Legenda:Vecchia versioneVersione precedente ancora supportataVersione correnteUltima versione di anteprimaVersione futura |           |                       |               |                                                                          |